# Orinocói lúd

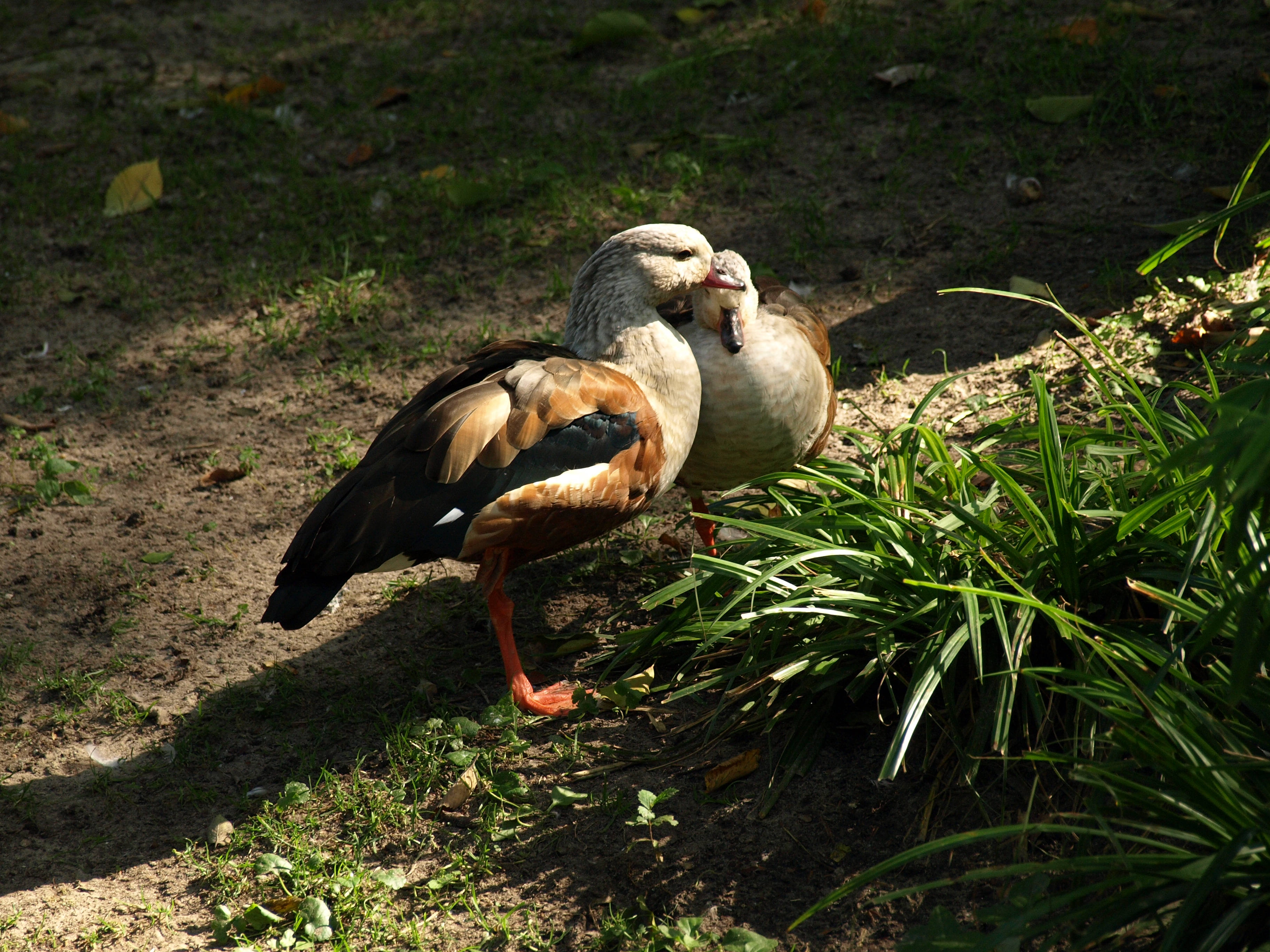
Orinocói ludak a berlini állatkertben

Az orinocói lúd (Neochen jubata) a lúdalakúak (Anseriformes) rendjébe, ezen belül a récefélék (Anatidae) családjába, azon belül a tarkalúdformák (Tadorninae) alcsaládjába tartozó Neochen nem egyetlen faja.

## Előfordulása
Dél-Amerika bennszülött madara. 
Helyhez kötött faj, nem szokott vándorolni.
Két fosszilis rokonát szintén Dél-Amerikában találták., jelenleg egyedüli faja a Neochen nemnek.

## Megjelenése
Testhossza 60-75 centiméter, testtömege 1200 gramm. Világos, fakó sárgás a feje és a nyaka, gesztenyebarna háttal, fekete szárnnyal, melyen néhány fehér csík látható.
Lába piros, csőre pedig fekete és rózsaszínű.
A két nem színezete azonos, de a hím nagyobb. A fiatal madarak fakóbb színűek, mint az öregek.

## Életmódja
A vizes élőhelyekhez köthető faj. Általában erdei tavakon vagy mocsarakban él, de előfordul nyíltabb, szavannás jellegű vidéken is.
Általában talajon élő faj, de szokatlan módon a récefélék között olykor fák ágai között is előfordul.
Javarészt növényi táplálékon él. A mezőkön leveleket, zöld növényi részeket legel, de elfogyaszt rovarokat és csigákat is.

## Szaporodása
Többnyire faodvakban vagy üregekben költ.
A költési időszakban igen agresszív madár, minden récefélét elűz fészke környékéről.